# Viana do Castelo (stacja kolejowa)
Viana do Castelo (port: Estação Ferroviária de Viana do Castelo) – stacja kolejowa w Viana do Castelo, w regionie Północ, w Portugalii. Znajduje się na Linha do Minho.
Stacja jest obsługiwana przez pociągi regionalne, InterRegional i Celta. 

## Linie kolejowe
- Linha do Minho